# Herbert Vianna
Herbert Lemos de Souza Vianna ORB (João Pessoa, 4 de maio de 1961) é um cantor, compositor e músico brasileiro.
É o vocalista, guitarrista e principal compositor do grupo Os Paralamas do Sucesso, um dos grupos-base do rock brasileiro. Em 2012, foi considerado um dos 30 maiores ícones brasileiros da guitarra e do violão pela revista Rolling Stone Brasil
Herbert é irmão do antropólogo e pesquisador cultural Hermano Vianna.

## Biografia
Filho de Hermano Paes Vianna e Maria Teresa Lemos de Souza Vianna, Herbert nasceu na Paraíba, mas devido à vida militar de seu pai, que era brigadeiro, mudou-se ainda criança para Brasília, onde conheceu Bi Ribeiro. Ao se mudarem para o Rio de Janeiro, para fazer curso pré-vestibular, fundaram os Paralamas (mas alguns consideram os Paralamas parte da "turma de Brasília", como Capital Inicial, Plebe Rude e Legião Urbana) com o amigo Vital Dias na bateria. Após substituírem Vital por João Barone, Herbert compôs a música "Vital e Sua Moto", em homenagem ao amigo, a qual se tornou o primeiro sucesso dos Paralamas e que renderia o contrato com a EMI.
Depois de dez anos de sucesso da banda, Herbert gravou o disco-solo Ê Batumarê (1992). Mais dois seriam gravados, Santorini Blues (1997) e O Som do Sim (2000), com participações de Cássia Eller, Fernanda Abreu, Nana Caymmi, Sandra de Sá e Marcos Valle.
Produziu dois discos da banda Plebe Rude: O Concreto Já Rachou (1986) e Nunca Fomos tão Brasileiros (1987).
Herbert namorou por anos Paula Toller, do Kid Abelha, até 84, e posteriormente casou-se com a jornalista inglesa Lucy Needham, com quem teve os filhos Luca, Hope Izabel e Phoebe Rita.

### Acidente
Desde cedo, Herbert gostava de pilotar helicópteros e ultraleves. No dia 4 de fevereiro de 2001 sofreu um acidente aéreo em Mangaratiba, quando o ultraleve que pilotava caiu no mar, após uma tentativa de executar um looping. Ele estava acompanhado de sua mulher Lucy, que morreu no acidente. O músico ficou internado durante 44 dias, parte deles em estado de coma e ficou paraplégico, além de perder parcialmente a memória. Como é poliglota, comunicava-se no hospital em inglês e francês, até que se lembrasse do português novamente. O artista moveu uma ação indenizatória contra o fabricante da aeronave, alegando que houve uma falha de fabricação na cauda do ultraleve. O Instituto Tecnológico de Aeronáutica (ITA) periciou uma aeronave do mesmo fabricante, similar à que Herbert pilotava, e confirmou que o material utilizado na cauda sofria degradação quando exposto a temperatura superior a 40 °C. O fabricante admitiu a falha e ofereceu uma indenização de R$ 400 mil.

### Recuperação
Depois de um processo de recuperação gradual, Herbert retomou sua carreira, voltando aos palcos, e já tendo gravado cinco álbuns com Os Paralamas após o acidente: Longo Caminho (2002, preparado antes do acidente), Uns Dias Ao Vivo (2004, ao vivo), Hoje (2005), Brasil Afora (2009) e Sinais do Sim (2017). Herbert também, após o acidente, lançou um álbum solo: Victoria.
Em 2018, a banda Biquíni Cavadão homenageou Herbert no álbum Ilustre Guerreiro, com repertório dedicado ao cancioneiro autoral do vocalista.
Em 2020, foi o vencedor do Prêmio UBC - União Brasileira de Compositores. No mesmo ano, lançou o álbum solo HV Sessions – Vol. I, com dez canções em inglês de músicas que marcaram sua vida.
Em 2022, participou do álbum Tudo que já estava escrito, da cantora Thathi.

## Discografia

### Solo
- 1992: Ê Batumaré
- 1997: Santorini Blues
- 2000: O Som do Sim
- 2012: Victoria
- 2020: HV Sessions – Vol. I

### Com os Paralamas do Sucesso

#### Nacional

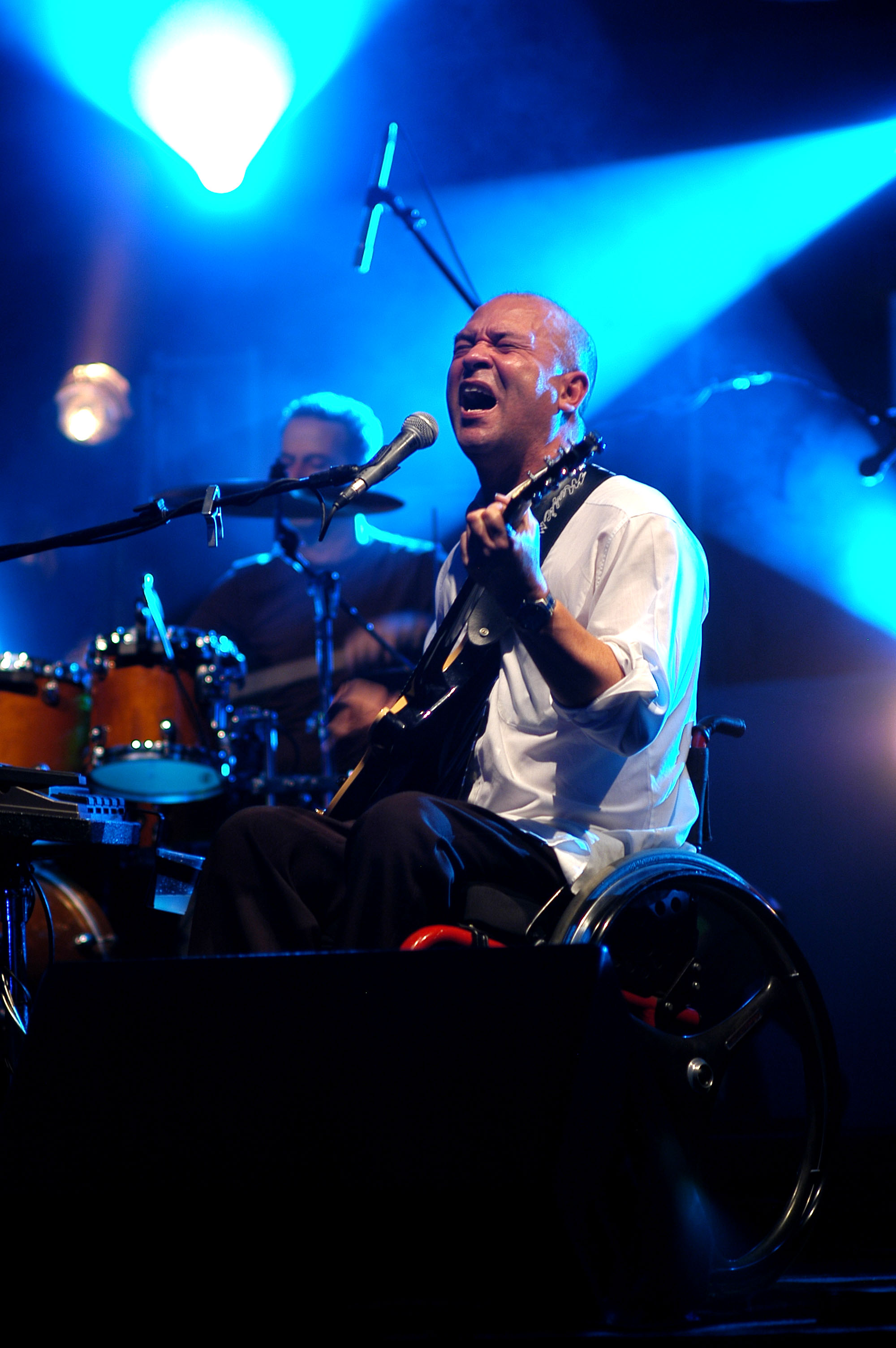
Herbert Vianna em foto de Dimang Kon Beu.

| Ano  | Título                  | Tipo               | Vendas               |
| 1983 | Cinema Mudo             | Estúdio            | 90 mil               |
| 1984 | O Passo do Lui          | Estúdio            | 250 mil              |
| 1986 | Selvagem?               | Estúdio            | 750 mil              |
| 1987 | D                       | Ao Vivo            | 170 mil              |
| 1988 | Bora-Bora               | Estúdio            | 250 mil              |
| 1989 | Big Bang                | Estúdio            | 200 mil              |
| 1990 | Arquivo                 | Coletânea          | 420 mil              |
| 1991 | Os Grãos                | Estúdio            | 100 mil              |
| 1994 | Severino                | Estúdio            | 55 mil               |
| 1995 | Vamo Batê Lata          | Ao Vivo / EP Bônus | 900 mil              |
| 1996 | Nove Luas               | Estúdio            | 550 mil              |
| 1998 | Hey Na Na               | Estúdio            | 300 mil              |
| 1999 | Acústico MTV            | Ao Vivo            | 500 mil              |
| 2000 | Arquivo II              | Coletânea          | Sem dados            |
| 2002 | Longo Caminho           | Estúdio            | 300 mil              |
| 2003 | Uns Dias Ao Vivo        | Ao Vivo            | 150 mil              |
| 2005 | Hoje                    | Estúdio            | 100 mil (estimativa) |
| 2007 | Rock in Rio 1985        | Ao Vivo            | Sem dados            |
| 2009 | Brasil Afora            | Estúdio            | -                    |
| 2011 | Brasil a Fora Multishow | Ao Vivo            | -                    |
| 2017 | Sinais do Sim           | Estúdio            | -                    |

#### Internacional
- Os Paralamas do Sucesso (1986) - coletânea portuguesa
- Paralamas (1992) - dois álbuns distintos: uma coletânea latino-americana em espanhol e uma coletânea inglesa, com músicas em português e espanhol.
- Dos Margaritas (1994) - versão argentina de Severino
- Nueve Lunas (1996) - Nove Luas, com 7 faixas em espanhol
- Hey Na Na (1998) - 5 faixas em espanhol
- O Melhor 83-99 (2000) - coletânea portuguesa
- Portrait (2000) - coletânea francesa

#### Vídeos/DVDs
- V, O Vídeo (1986) - videoclipes, entrevistas, primeiras apresentações e shows no Ibirapuera e Montreux.
- Vamo Batê Lata (1995) - show do álbum (relançado em DVD em 2005)
- Acústico MTV (1999) - gravado para o especial da MTV Brasil, entre 1999.
- Longo Caminho (2002) - documentário sobre a produção do disco.
- Arquivo de Imagens (2003) - 16 videoclipes, com algumas ausências (como os clipes feitos para o Fantástico e "Busca Vida")
- Uns Dias Ao Vivo (2004) - show gravado em fins de 2003 no Olympia, em São Paulo, com vários convidados.
- Brasil Afora Ao Vivo - Multishow (2011) - show gravado em fins de 2010 no Rio de Janeiro, com participação de Pitty e Zé Ramalho

#### Outros
- Pólvora (1997) - os 8 primeiros CDs remasterizados em uma lata, acompanhados de um livro. Tiragem de 5000 edições.
- De A a Z - dois boxes com 3 CDs. Um lançado em 2002 (O Passo do Lui, Cinema Mudoe Selvagem?); outro em 2004 (Nove Luas, Hey Na Na e Bora-Bora)
- Sempre Livre Mix com Titãs (1999) - show com os Titãs.
- Série Perfil (2006) - Coletânea com dois volumes.
- Paralamas e Titãs - Juntos e Ao Vivo (2008) - show com os Titãs, gravado na Marina da Glória, Rio de Janeiro, em comemoração aos 25 anos de carreira de ambas as bandas.
- Legião Urbana e Paralamas Juntos (2009) - traz a íntegra do especial gravado no Teatro Fênix e exibido pela Rede Globo em 1988, em que as duas bandas se revezam no palco. Herbert Vianna e Renato Russo gravaram sozinhos a música Nada por mim, e as duas bandas gravaram juntas Ainda é cedo, do repertório da Legião Urbana.

## Composições para outros artistas
- Ana Carolina e Biquini Cavadão: "Pra Terminar"
- Cidade Negra: "Soldado da Paz" (mais tarde gravada pelos Paralamas)
- Daniela Mercury: "Milagres", "Só pra Te Mostrar" e "Sempre Te Quis" (mais tarde gravada pelos Paralamas)
- Dulce Quental: "Caleidoscópio" (mais tarde gravada pelos Paralamas), "Fui Eu"
- Ivete Sangalo: "Se Eu Não Te Amasse Tanto Assim", "A Lua Que Eu Te Dei"
- Kid Abelha: "Seu Espião", "Por Que Não Eu?", "Educação Sentimental II", "A Moto"
- Marina Lima: "Nada Por Mim"
- Marisa Monte: "O Amor Não Sabe Esperar"
- Paulo Ricardo: "Amor em Vão" (mais tarde gravada pelos Paralamas)
- RPM: "Vem Pra Mim"
- Titãs: "O Caroço da Cabeça" (mais tarde gravada pelos Paralamas)
- Penélope: "Junto ao Mar"
- Mahnimal: "Mobral"
- Negril: "Pense Bem"
- Fernanda Abreu: "Um amor, um lugar"
- Fat Family: "Eu Sou Só Um"

## Prêmios e Indicações
| Ano  | Prêmio                                                                          | Categoria                                                                       | Resultado | Ref.   |
| ---- | ------------------------------------------------------------------------------- | ------------------------------------------------------------------------------- | --------- | ------ |
| 2012 | 30 maiores ícones brasileiros da guitarra e do violão pela Rolling Stone Brasil | 30 maiores ícones brasileiros da guitarra e do violão pela Rolling Stone Brasil | Incluído  | [ 7 ]  |
| 2020 | Prêmio UBC - União Brasileira de Compositores                                   | Prêmio UBC - União Brasileira de Compositores                                   | Venceu    | [ 18 ] |

## Honrarias
| Ano  | Condecoração        | Grau                | Concedente                | Ref.   |
| ---- | ------------------- | ------------------- | ------------------------- | ------ |
| 2006 | Ordem de Rio Branco | Oficial suplementar | Luiz Inácio Lula da Silva | [ 22 ] |